# شهرستان تاان
شهرستان تاان (به لاتین: Taean County) یک منطقهٔ مسکونی در کره جنوبی است که در چونگچئونگنام-دو واقع شده‌است. شهرستان تاان ۵۰۴٫۸۲ کیلومتر مربع مساحت و ۶۳٬۹۳۰ نفر جمعیت دارد.